# Distretto di Yellel
Il distretto di Yellel è un distretto della Provincia di Relizane, in Algeria.

## Comuni
Il distretto comprende 4 comuni:
- Yellel
- Aïn Rahma
- Kalaa
- Sidi Saada